# Wim Schermerhorn
Pour les articles homonymes, voir Schermerhorn (homonymie).
Willem Schermerhorn, dit Wim Schermerhorn, né le 17 décembre 1894 à Akersloot et mort le 10 mars 1977 à Haarlem, est un homme d'État néerlandais, membre de la Ligue démocratique libérale (VDB), puis du Parti travailliste (PvdA). Premier ministre de 1945 à 1946, il est le premier à assumer ce poste, créé au sortir de la Seconde Guerre mondiale (pour succéder à la fonction de président du Conseil des ministres) durant laquelle il est résistant.

## Biographie

### Jeunesse
Willem Schermerhorn naît le 17 décembre 1894, à Akersloot dans la province de Hollande-Septentrionale. Il grandit dans une famille d'agriculteurs protestants. Il devient professeur à l'université technique de Delft le 7 septembre 1926. Schermerhorn reste professeur jusqu'en 1944, lorsque l'occupant allemand met fin à ses activités en raison de son implication dans la résistance néerlandaise. Il est interné par les forces allemandes du travail à Saint-Michel-Gestel à partir de mai 1942 à décembre 1943. Wim Schermerhorn passe ensuite dans la clandestinité pour éviter d'être fait à nouveau prisonnier par les forces allemandes.

### Politique

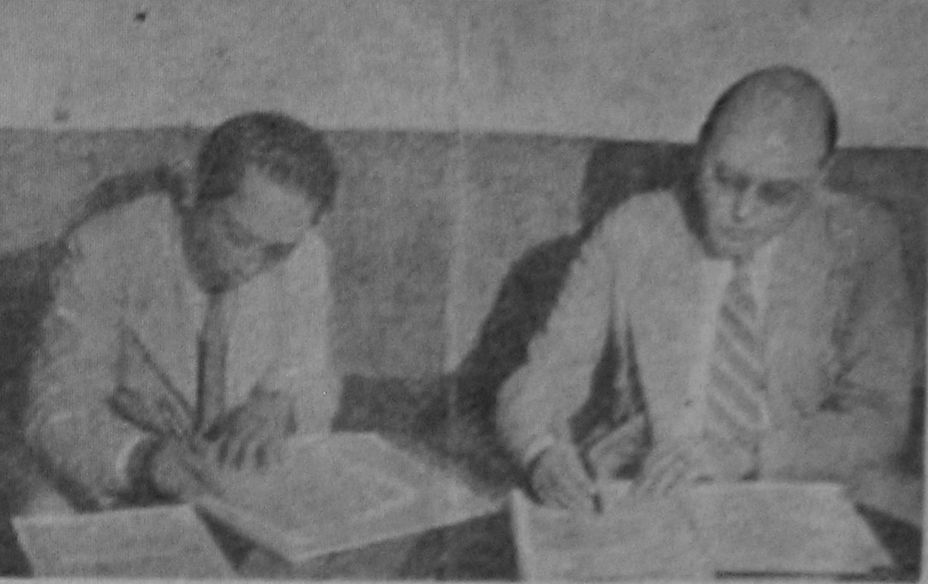
Le Premier ministre indonésien Sjahrir (à gauche) et Wim Schermerhorn (à droite) rédigent l'accord de Linggarjati.

Le 24 juin 1945, il devient Premier ministre pour la VBD et prend la tête du cabinet Schermerhorn/Drees. Schermerhorn est le premier Premier ministre néerlandais à désigner des fonctionnaires ayant une expérience politique, à l'image de Hendrik Brugmans. Selon l'historien américain Harry W. Laidler, le gouvernement de Schermerhorn « a achevé d'importants résultats dans les domaines du travail, de la finance, du logement, des retraites et des services sociaux ». Après la création du Parti travailliste qu'il rejoint et les élections de 1946, il devient membre du Parlement. 
En novembre 1946, il participe à la rédaction de l'accord de Linggarjati avec la jeune république d'Indonésie. Il reste à son poste parlementaire jusqu'en 1951. Sa carrière politique terminée, il devient directeur de l'ITC Enschede jusqu'en 1969. Il meurt le 10 mars 1977 à Haarlem, à l'âge de 82 ans.

## Décorations
- Chevalier de l'ordre du Lion néerlandais
- Grand officier de l'ordre d'Orange-Nassau